# Konrad von Heimesfurt
Konrad von Heimesfurt war ein deutscher Dichter des Hochmittelalters, der zu Beginn des 13. Jahrhunderts wirkte.

## Leben
Höchstwahrscheinlich ist Konrad mit dem zwischen 1198 und 1212 mehrfach in Urkunden erwähnten Ministerialen Cunradus de Heinsfurt identisch und stammte aus dem heutigen Hainsfarth bei Oettingen in Bayern. Bekannt ist er vor allem für seine zwei überlieferten geistlichen Versepen: Unser vrouven hinvart (Die Himmelfahrt Mariä) und Diu urstende (Die Auferstehung). Beide Texte, vermutlich zwischen 1225 und 1230 entstanden, stützen sich auf apokryphe Schriften. Für Unser vrouven hinvart diente das angeblich vom Apostel Johannes stammende Werk De transitu beatae Mariae virginis als Vorbild. In 1209 Versen schildert Konrad die letzten Tage der heiligen Jungfrau und ihre anschließende Himmelfahrt. Bei seinem Epos Diu urstende, das in 2162 Versen vom Prozess Jesu vor Pilatus über Tod und Auferstehung bis zur Zerbrechung der Höllentore und die Befreiung Adams und der Propheten berichtet, bezieht er sich auf das sogenannte Nikodemusevangelium. Als Konrads literarische Vorbilder lassen sich Gottfried von Straßburg, Hartmann von Aue und Konrad von Fußesbrunnen identifizieren. Von den Zeitgenossen wurden seine Arbeiten, Rudolf von Ems zufolge, sehr geschätzt und übten auch noch auf spätere geistliche Dichtungen Einfluss aus.